# 地球膨張説

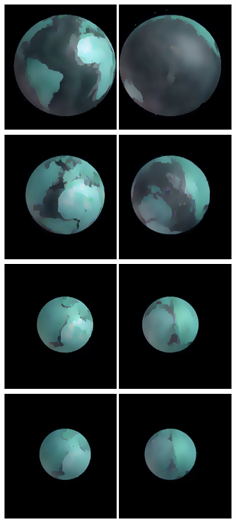
地球の膨張による大陸移動。右が太平洋の拡大で、左が大西洋の拡大を示した図。

地球膨張説（ちきゅうぼうちょうせつ、Expanding Earth）は、地球が膨張することによって地殻が拡張し、大陸が分裂し移動したとする仮説。
19世紀末に提唱され、1960年代に海洋底の拡大を説明する説として注目されたが、プレートテクトニクスの台頭とともに影響力を失っている。

## 歴史
1889年、および1909年にイタリアの地質学者ロベルト・マントヴァーニが短い論文で地球の熱膨張による地殻の拡張という仮説を発表した。マントヴァーニの説は、かつての地球は大陸地殻にほぼ覆われていて、それが地球内部の熱膨張により火山活動が起こり、地殻が引き裂かれ海が誕生したというもので、大陸移動説のアルフレート・ヴェーゲナーによって彼の著書『大陸と海洋の起源』で紹介されている。ただ、ヴェーゲナーはマントヴァーニの説は支持しなかった。
1950年代にオーストラリアの地質学者サミュエル・ウォーレン・ケアリーが、大陸移動を説明する説として再び取り上げ、この説の中心的な論客となった。彼は「プレートテクトニクス」という語を考案したことで知られるが、そのメカニズムとして考えていたのは地球の膨張だった。
その後、1963年に海洋底の地磁気の縞模様の説明にフレデリック・ヴァインとドラモンド・マシューズや二人とは独立にローレンス・モーレイによってテープレコーダ仮説（ヴァイン＝マシューズ＝モーレイ仮説）が提唱され、大西洋が大西洋中央海嶺を中心に左右に拡大していることが確実になってくると、そのメカニズムの説明に地球膨張説が注目された。
大西洋が現在の規模まで拡大するためには年4mmから8mmの膨張が必要と見積もられていた。ところが膨張説が提唱された同じ頃にデボン紀のサンゴの年輪模様の発達経過が見積られ、地球の膨張が多くとも年0.6mm以下という研究データが発表され、膨張説の有力な反証とされた。さらに膨張説では地殻は基本的に拡大していくため海洋プレートの生産はあっても沈み込みによる消滅はないとされていたが、深発地震の和達-ベニオフ帯の存在や海溝に潜り込むような形のギヨーの存在が知られるようになり、海洋底拡大説・マントル対流説によるプレートの沈み込みを支持する研究者が圧倒的になり、膨張説は支持されなくなっていった。
この他にも、水深3000mに達するような海底谷の成因を膨張説に求める考え方はあるが、確証としては乏しい。

## 地球膨張説の現状
地球膨張説はかつて研究者らによって真剣に検討されたが、マントル対流説に一度は敗れた仮説である。しかしながら、少なからぬ研究者により継続的に研究や議論が続けられている。
古地磁気の研究結果（1978年）によると4億年前の地球の半径は現在の102%(± 2.8%)だったというデータが出ている。
地球の慣性モーメントの研究（2000年）からは、6億2千万年前から地球の半径に大きな変化がなかったことが示されている。
2011年に行われたより詳細な地球の測量では、測定限界年0.2mmの精度では地球は膨張も収縮もしていないという結果が出ている（仮に膨張していても年0.2mm以下である）。
1969年に発表されたエトヴェシュ・ロラーンド大学所属のL.Egyed とI.Isee の論文「地球の緩慢膨張説」は、古地理図や古地磁気データの研究から、地球の半径は毎年0.65±0.15mmていど増加していると考察し、膨張説による地殻・マントルの運動の説明も試みている。この論文は1980年に和訳された。
レーザーを専門とする京都大学工学部の薮下信は、1987年"The Earth's expanding"という論文を発表している。
近年ではイタリアのジャンカルロ・スカレーラ（Giancarlo Scalera）や日本の星野通平など、この説を取り上げる研究者は一部である。日本では1980年代に地向斜造山論を研究していた地質学者がプレートテクトニクスを受け入れず、この地球膨張説に流れる動きがあったことが知られている。
2015年、武漢大学の沈文斌教授は、宇宙測地データから「地球はここ20年間で毎年0.35±0.47mmの割合で膨張している」という考察を発表した。
コロラド大学ボルダー校で科学技術政策研究センターの所長など務めた環境学者ロジャー・A・ピールキー・ジュニアは2024年、「地球陸地化 海面上昇にもかかわらず、世界の沿岸の陸地面積は増加している」という科学エッセイを発表し、この中で沈教授の考察から「地球は毎年少しずつ膨張しており、海面上昇の影響をある程度相殺することができる」という記述を引用している。
またトロント大学ガーシュタイン科学情報センターのマシュー・エドワーズは2016年、地球の「緩徐拡張モデル」には理論上の困難が少なく、宇宙測地学、重力測定、地震学からの最近の証拠は、地球が現在0.1～0.4mm／年でゆっくりと膨張している可能性があることを示しているため、「地球膨張説」を葬り去るのは現時点では時期尚早と考えるべきであると結論づけている
。